# Steve Vandenberghe
Steve Vandenberghe (Veurne, 5 juni 1971) is een Belgisch politicus voor Vooruit.

## Biografie
Vandenberghe behaalde in 1992 het diploma van onderwijzer aan het Hoger Pedagogisch Instituut in Brugge. Van 1992 tot 2006 was hij leraar in het gemeenschapsonderwijs en daarna was hij van 2006 tot 2015 schooldirecteur van basisschool De Zandlopertjes in Bredene.
Vandenberghe werd bij de gemeenteraadsverkiezingen van 1994 voor het eerst verkozen tot gemeenteraadslid van Bredene en werd onmiddellijk schepen van de gemeente. In 2010 gaf burgemeester Willy Vanhooren zijn ambt door en werd Vandenberghe de 21ste burgemeester van Bredene. Aanvankelijk zou Vanhooren aanblijven tot 1 januari 2012, maar als duidelijk signaal voor verjonging besloot hij dit echter evenwel eerder te doen. In augustus 2012 vaardigde hij - in samenspraak met het schepencollege - een verbod op de verkoop van alcoholische dranken tussen 24 en 7 uur in bepaalde delen van de gemeente uit, met als argument de nachtelijke overlast terug te dringen.
Bij de lokale verkiezingen van 2012 was Vandenberghe sp.a-lijsttrekker in de gemeente. Deze lijst kwam daar op onder de naam Lijst van de burgemeester. Zijn sp.a behaalde 48,01 % van de stemmen, weliswaar een verlies van ongeveer 10 procentpunt ten overstaan van de lokale verkiezingen van 2006, maar de partij behield haar absolute meerderheid en Vandenberghe kon burgemeester blijven. Ook bij de lokale verkiezingen van 2018 behaalde een sp.a een absolute meerderheid in Bredene. In oktober 2024 verloor Vooruit de absolute meerderheid in Bredene, maar de partij kon in de meerderheid blijven en Vandenberghe kon burgemeester blijven in een coalitie met de lijst Alternatief24, een samenwerking van N-VA, Open Vld en onafhankelijke burgers.
Bij de Vlaamse verkiezingen van 25 mei 2014 stond hij als eerste opvolger op de sp.a-lijst voor het Vlaams Parlement en behaalde hij 8.303 voorkeurstemmen. Van juni tot september 2014 was hij Vlaams Parlementslid ter vervanging van John Crombez, toen nog ontslagnemend staatssecretaris van Fraudebestrijding in de regering-Di Rupo. Op 24 juni 2015 volgde hij Crombez opnieuw op als parlementslid, nadat die voorzitter van de sp.a werd. Bij de Vlaamse verkiezingen van 26 mei 2019 werd hij herkozen. Bij de Vlaamse verkiezingen van 9 juni 2024 stond hij als vierde op de Vooruit-lijst. Hij werd derde op deze lijst, maar door het systeem van lijststemmen raakte hij niet herkozen. Als Vlaams Parlementslid zetelde hij als vast lid in de commissie Landbouw, Visserij en Plattelandsbeleid en als plaatsvervanger in de commissie Onderwijs en de commissie Buitenlands Beleid, Europese Aangelegenheden, Internationale Samenwerking en Toerisme.
Na het einde van zijn parlementaire loopbaan werd Vandenberghe beleidsconsulent bij het consultancybedrijf VCS Consultancy & Services.
Eind 2025 wil Vandenberghe uit de politiek stappen en het burgemeesterschap laten aan partijgenoot Kelly Spillier.